# Schauplatz des Verbrechens
Schauplatz des Verbrechens (Originaltitel: Le Lieu du crime) ist ein französisches Filmdrama von André Téchiné aus dem Jahr 1986 mit Catherine Deneuve in der Hauptrolle.

## Handlung
Auf einem Friedhof trifft der 13-jährige Thomas auf einen entflohenen Sträfling namens Martin, der drohend von ihm Geld einfordert. Thomas ist willens, ihm das Geld zu beschaffen, doch er weiß nicht wie. Seit der Scheidung seiner Eltern lebt er bei seinen Großeltern in einer französischen Kleinstadt. Seine Mutter Lili und sein Vater Maurice leben getrennt, jedoch nicht weit entfernt. Seine Großmutter, die derzeit die Kommunion ihres Enkels vorbereitet, hofft, dass sich ihre Tochter Lili mit Maurice versöhnt. Dieser begehrt Lili noch immer. Um sie zu zwingen, mit ihm zu schlafen, droht er, seine Unterhaltszahlungen einzustellen und ihr das Sorgerecht für Thomas zu entziehen. Lili ist wiederum besorgt um ihren Sohn. Laut dem Kaplan seiner Schule, Pater Sorbier, haben sich Thomas’ schulische Leistungen und auch sein Betragen verschlechtert.
Thomas will unterdessen das Geld seiner Mutter stehlen, bringt es jedoch nicht übers Herz. Er schwatzt schließlich seinem Großvater das Geld ab, als dieser wie üblich zum Fischen geht. Als Thomas Martin das geforderte Geld bringt, versucht dessen Komplize Luc, den Jungen umzubringen. Martin schreitet ein und rettet Thomas das Leben. Er kämpft mit Luc und tötet ihn mit einem Messer. Anschließend geht er in einen Nachtclub, um etwas zu trinken. Lili, die den Nachtclub direkt an einem Fluss betreibt, hilft ihm, in einem Hotel unterzukommen. Als Lili nach Hause kommt, erzählt ihr Thomas von den beiden Sträflingen. Aus Thomas’ Worten schließt Lili, dass es Martin war, der von Thomas das Geld verlangte. Dass es auch Martin war, der seinen Komplizen umbrachte, wird ihr klar, als sie Martin dabei beobachtet, wie er mit einer jungen Frau Lucs Leiche auf dem Friedhof vergräbt. Martin läuft Lili hinterher, lässt sie jedoch entkommen und verlässt die Gegend mit der jungen Frau, bei der es sich um seine und Lucs gemeinsame Geliebte Alice handelt.
Martin kehrt kurz darauf in die Kleinstadt zurück, um Lili in ihrem Nachtclub aufzusuchen. Beide sind fasziniert voneinander und kommen sich näher. Lili entschließt sich trotz Protesten ihrer Mutter, mit Martin davonzulaufen. Als die Flucht der beiden Sträflinge im Ort bekannt wird, soll Thomas bei der Polizei aussagen. Doch ehe er dies tun kann, läuft er davon. Während eines heftigen Sturms findet er im Haus seiner Mutter diese und Martin beim Liebesakt vor. Verstört flieht er erneut. Martin läuft ihm hinterher, wird dabei jedoch von der eifersüchtigen Alice erschossen. Diese wiederum bringt sich selbst um, indem sie mit ihrem Sportwagen gegen eine Mauer fährt. Lili macht daraufhin eine Aussage bei der Polizei und verlässt in einem Polizeiauto die Stadt. Thomas lebt fortan bei seinem Vater.

## Hintergrund

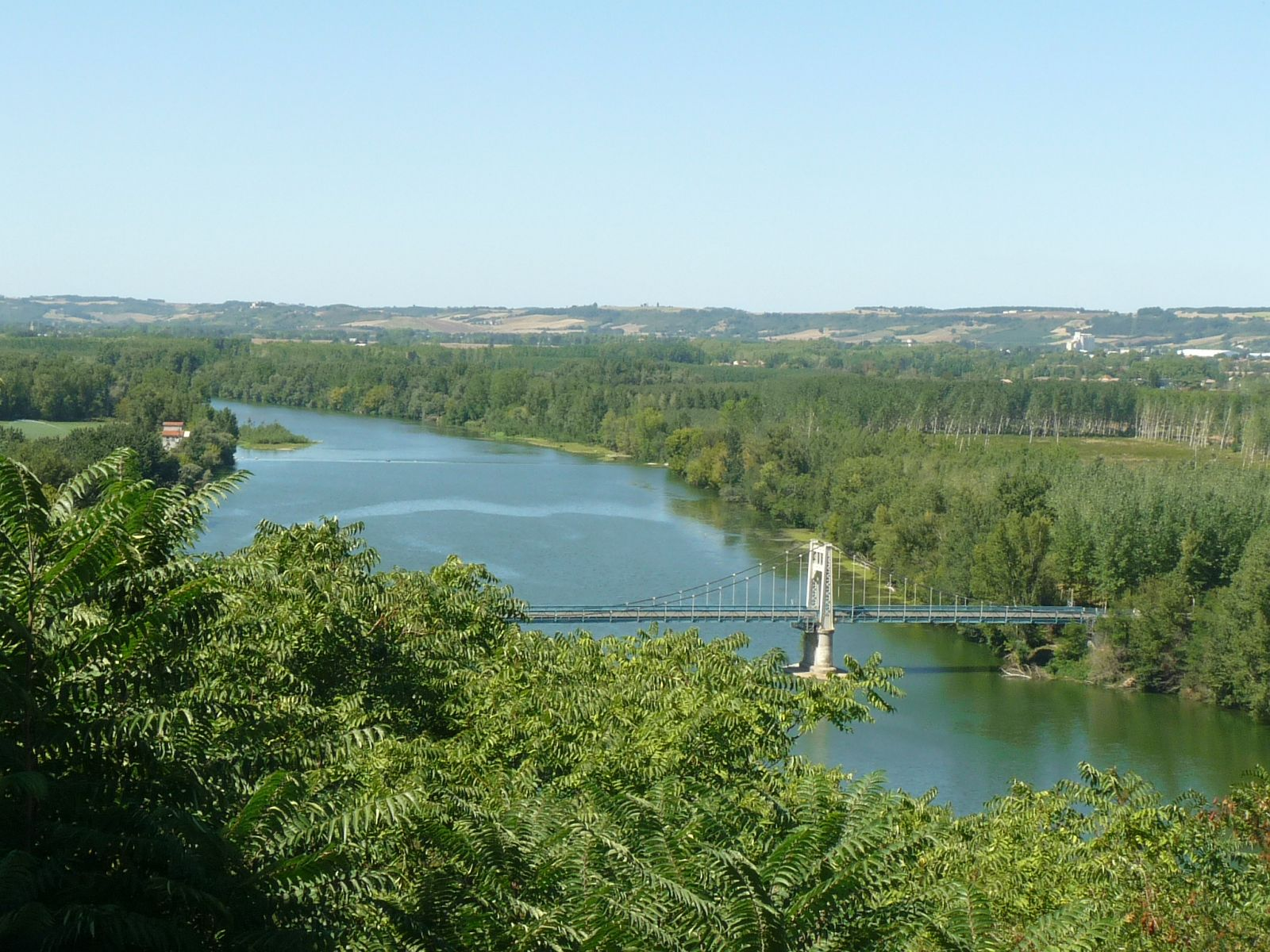
Die Hängebrücke über die Garonne bei Auvillar, ein Drehort des Films

Die Dreharbeiten fanden in den französischen Orten Auvillar, Castel, Clermont-Soubiran, Lizac, Montauban und Moissac statt. Danielle Darrieux und Catherine Deneuve haben bereits mehrfach Mutter und Tochter gespielt, unter anderem auch in Jacques Demys Die Mädchen von Rochefort (1967) und François Ozons Erfolgskomödie 8 Frauen (2002).
Schauplatz des Verbrechens wurde am 16. Mai 1986 in Frankreich uraufgeführt. In Deutschland wurde der Film erstmals am 29. Oktober 1988 im Fernsehen gezeigt.

## Kritiken
Für das Lexikon des internationalen Films war Schauplatz des Verbrechens ein „[i]n seinen Stilmitteln unsicherer Kriminalfilm, der allenfalls durch die grotesk-tragikomische Zeichnung der Hauptfiguren Reiz gewinnt“. Cinema bezeichnete den Film als „[k]omplexe[n] Krimi mit einer Deneuve de luxe“. Prisma lobte die „durchweg gut[e] Kameraarbeit“, mit der „Regisseur André Techiné hinter die Fassade einer morbiden Provinzidylle [schaut]“.

## Auszeichnungen
Schauplatz des Verbrechens nahm 1986 am Wettbewerb um die Goldene Palme bei den 39. Internationalen Filmfestspielen von Cannes teil. Danielle Darrieux erhielt eine Nominierung für den César in der Kategorie Beste Nebendarstellerin, konnte sich jedoch nicht gegen Emmanuelle Béart in Manons Rache durchsetzen.

## Deutsche Fassung
| Rolle         | Darsteller         | Synchronsprecher  |
| ------------- | ------------------ | ----------------- |
| Lili Ravenel  | Catherine Deneuve  | Uta Hallant       |
| Großmutter    | Danielle Darrieux  | Maria Landrock    |
| Martin        | Wadeck Stanczak    | Heiner Lauterbach |
| Luc           | Jean-Claude Adelin | Ulrich Matthes    |
| Großvater     | Jean Bousquet      | Herbert Weicker   |
| Roger         | Michel Grimaud     | Michael Rüth      |
| Inspektor     | Philippe Landoulsi | Michael Brennicke |
| Pater Sorbier | Jacques Nolot      | Arnim André       |
| Maurice       | Victor Lanoux      | Harald Dietl      |